# Maxima grupė

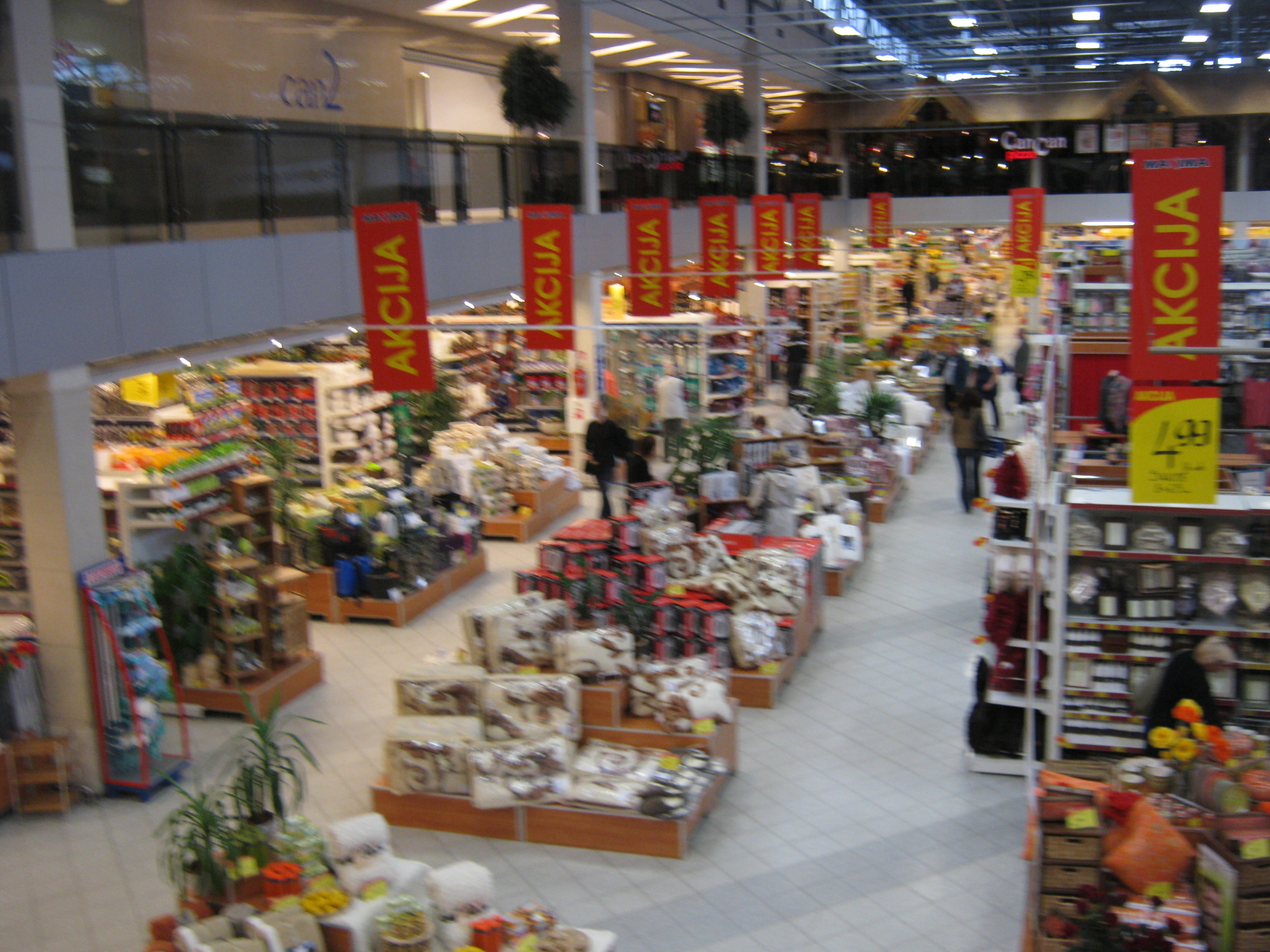
Внутри супермаркета

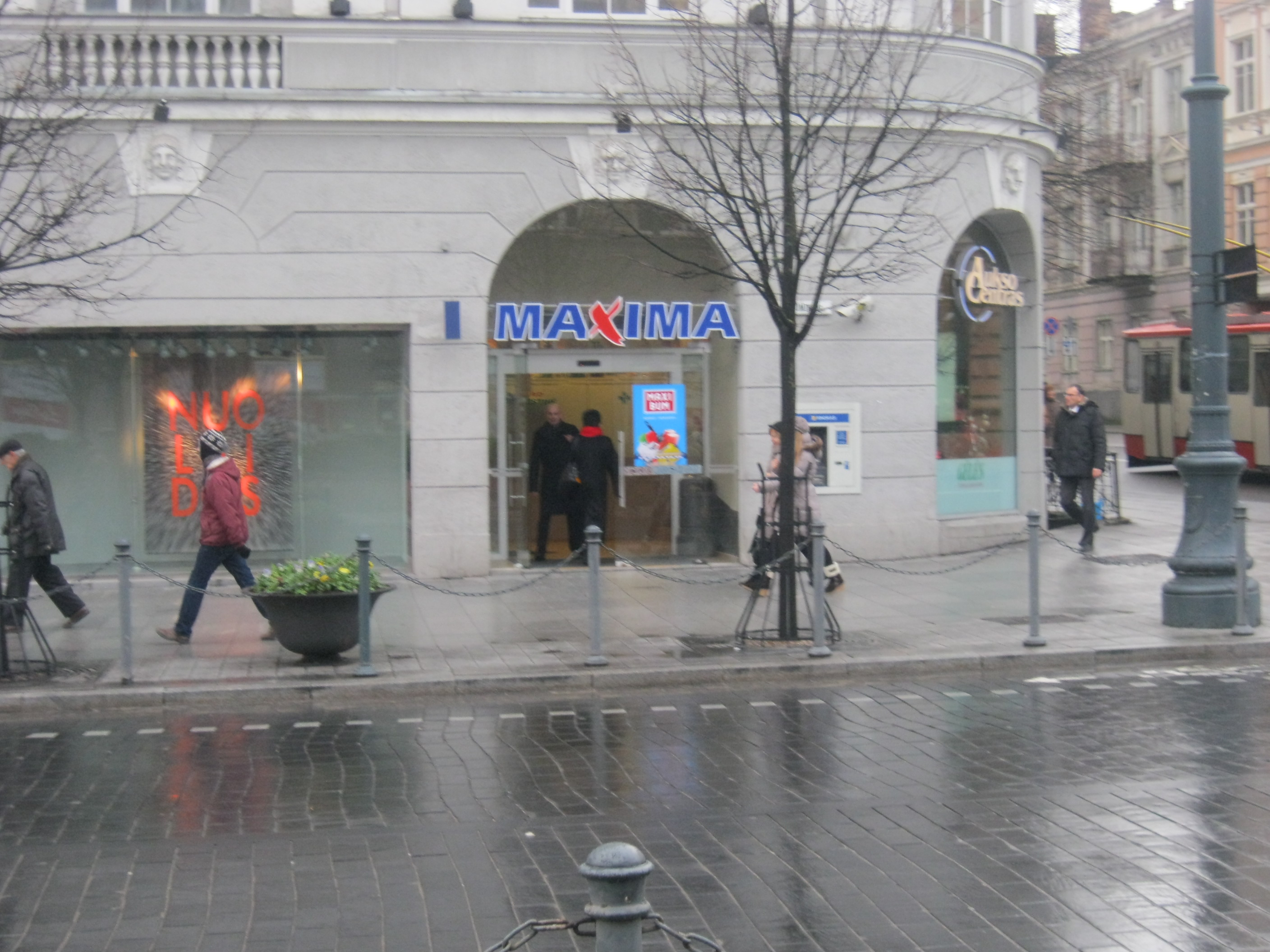
Maxima X в Вильнюсе

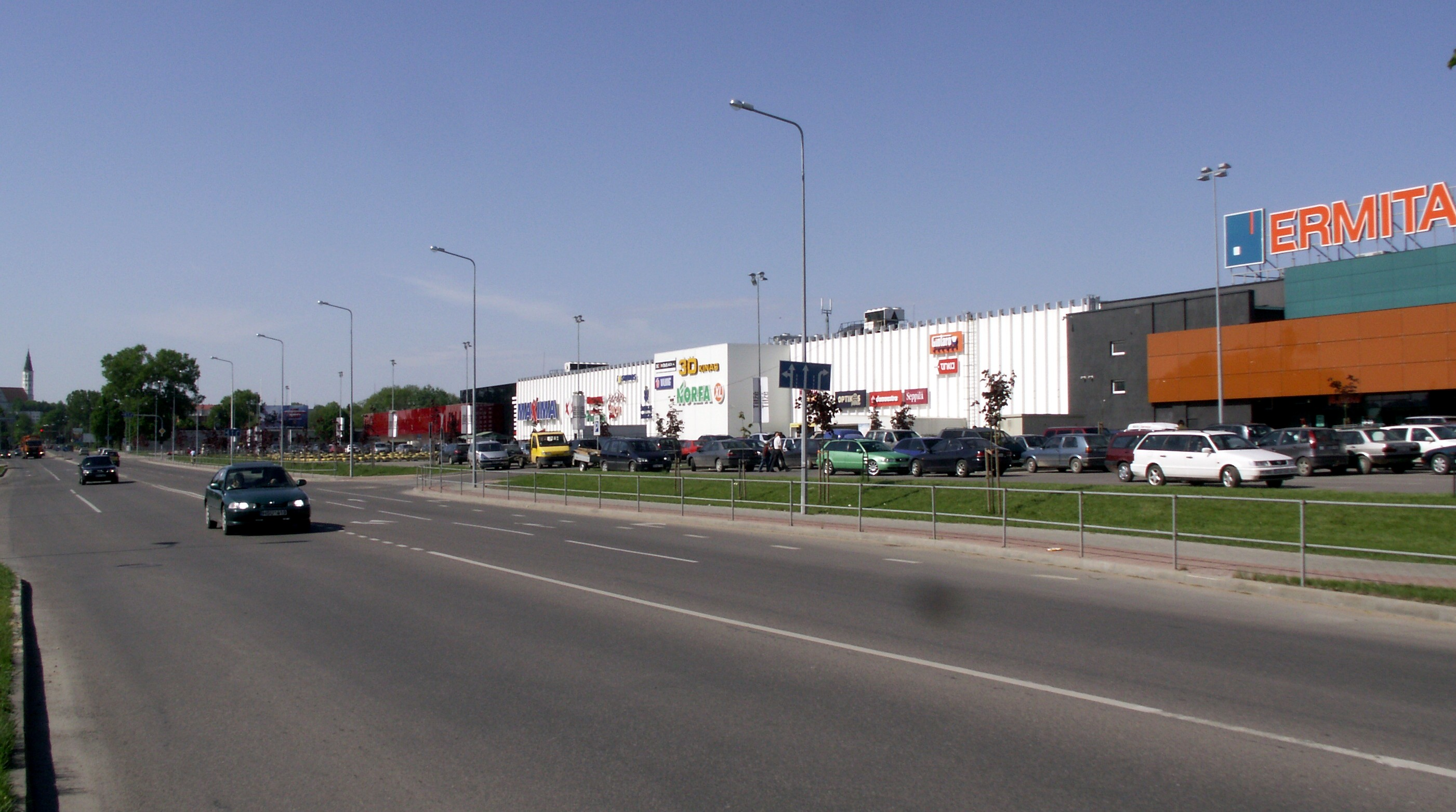
Ermitažas в Шяуляе

Maxima grupė — литовская группа компаний, управляющая сетью магазинов розничной торговли через дочерние компании на территории Литвы, Латвии, Эстонии, Польши и Болгарии. Принадлежит компании «Vilniaus prekyba». Штаб-квартира находится в Вильнюсе.
По состоянию на середину 2020 года управляет 1323 магазинами с общим количеством работников свыше 40 тысяч человек.

## История

### Предпосылки создания
В 1992 году в Вильнюсе были открыты три первых магазина. Основатели — Нериюс Нума, его братья Юлюс и Владас, братья Марцинкявичюсы — Жильвинас, Гинтарас и Миндаугас, а также Игнас Сташкявичюс, Ренатас Вайткявичюс и Миндаугас Багдонавичюс.
В 2001 году в латвийской Риге и эстонском Пярну открылись первые супермаркеты «Maxima». 

### Современное положение
ЗАО «Maxima grupė» было учреждено в 2007 году. 
В 2007 году в Эстонии открылись магазины «Maxima XX», а через год в Пярну появился первый «Maxima XXX». 
В конце 2011 года «Maxima grupė» приобрела сеть 24 польских супермаркетов «Aldik».
21 ноября 2013 года в Риге произошла трагедия: обрушилась крыша торгового центра «Maxima», погибло 54 человека. По мнению полиции, причиной катастрофы могла стать ошибка проектировщиков здания.

## Бренды супермаркетов

### В странах Балтии
Через дочерние компании «Maxima LT» в Литве, «Maxima Latvija» в Латвии и «Maxima Eesti» в Эстонии владеет сетью супермаркетов под единым брендом — «Maxima».
Магазины «Maxima» в зависимости от своего размера разделены на 4 типа: 
- Maxima X  — небольшие магазины, находящиеся рядом с домами; есть в небольших и крупных городах.
- Maxima XX  — магазины в кварталах городов с населением от 12 тысяч человек.
- Maxima XXX  — супермаркеты с большим ассортиментом товаров, до 50 тысяч видов продовольственных и бытовых товаров. В подобных супермаркетах также есть пекарня и кухня.
- Maxima XXXX — единственный магазин данного класса находится в крупнейшем прибалтийском торгово-развлекательном центре «Akropolis» в Вильнюсе.

### В Болгарии
Через дочернюю компанию «Maxima Bulgaria» в Болгарии владеет сетью из 84 супермаркетов «T-Market». Общее количество работников превышает 1,2 тысячи человек. Первый магазин открыт в 2005 году.

### В Польше
Владеет сетью супермаркетов «Stokrotka» в Польше через одноимённую дочернюю компанию. В единую сеть «Stokrotka» были интегрированы магазины «Aldik» в 2018 году и магазины «Sano» в 2019 году.

## Статистика
|                            | Болгария    | Эстония     | Латвия      | Литва       | Польша    | Итого       |
| -------------------------- | ----------- | ----------- | ----------- | ----------- | --------- | ----------- |
| Число магазинов (2020)     | 98          | 83          | 174         | 252         | 719       | 1326        |
| Сотрудники (2020)          | 1,542       | 3,946       | 7,427       | 14,658      | 9,642     | 40,000      |
| Покупателей за день (2019) | 124 000     | 105 000     | 277 000     | 604 000     | 290 000   | 1 400 000   |
| Выручка в евро (2019)      | 0,133 млрд. | 0,482 млрд. | 0,776 млрд. | 1,638 млрд. | 0,5 млрд. | 3,451 млрд. |

## Филиалы в других странах

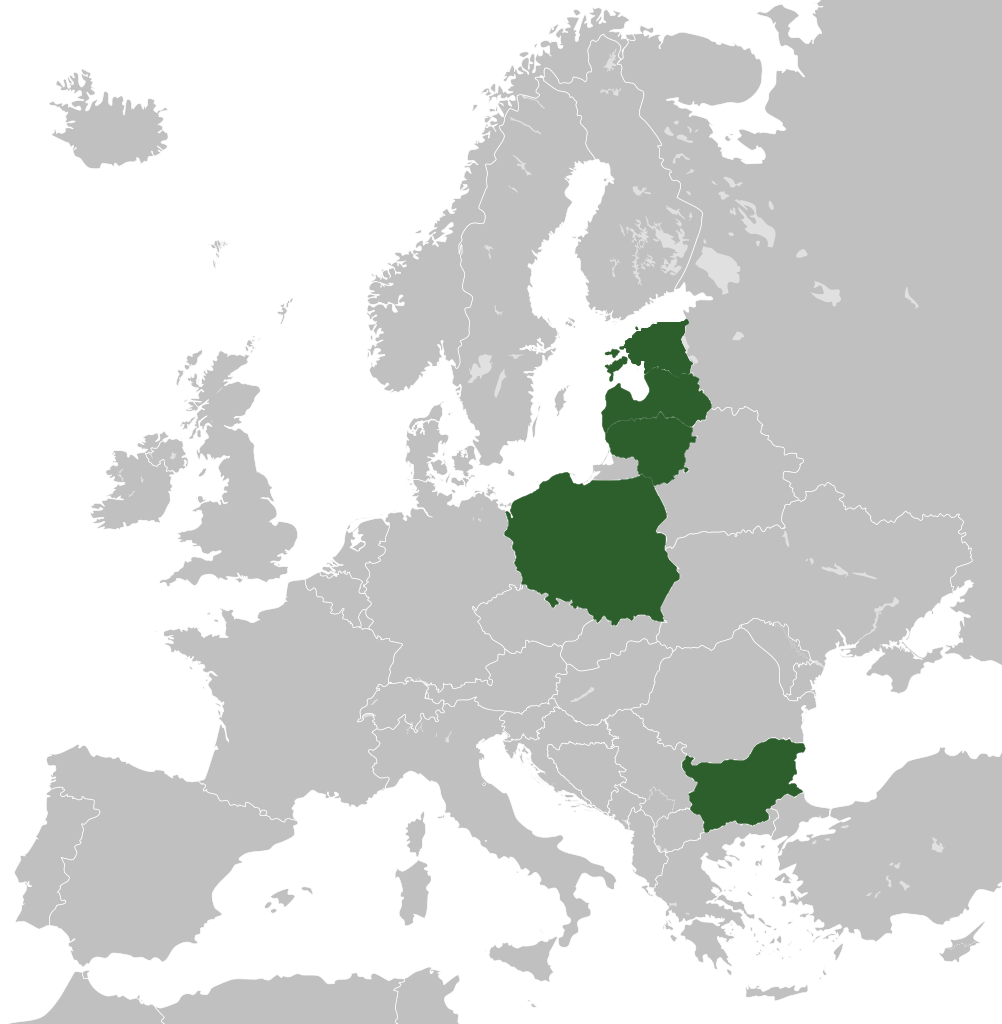
Страны, в которых есть филиалы Maxima

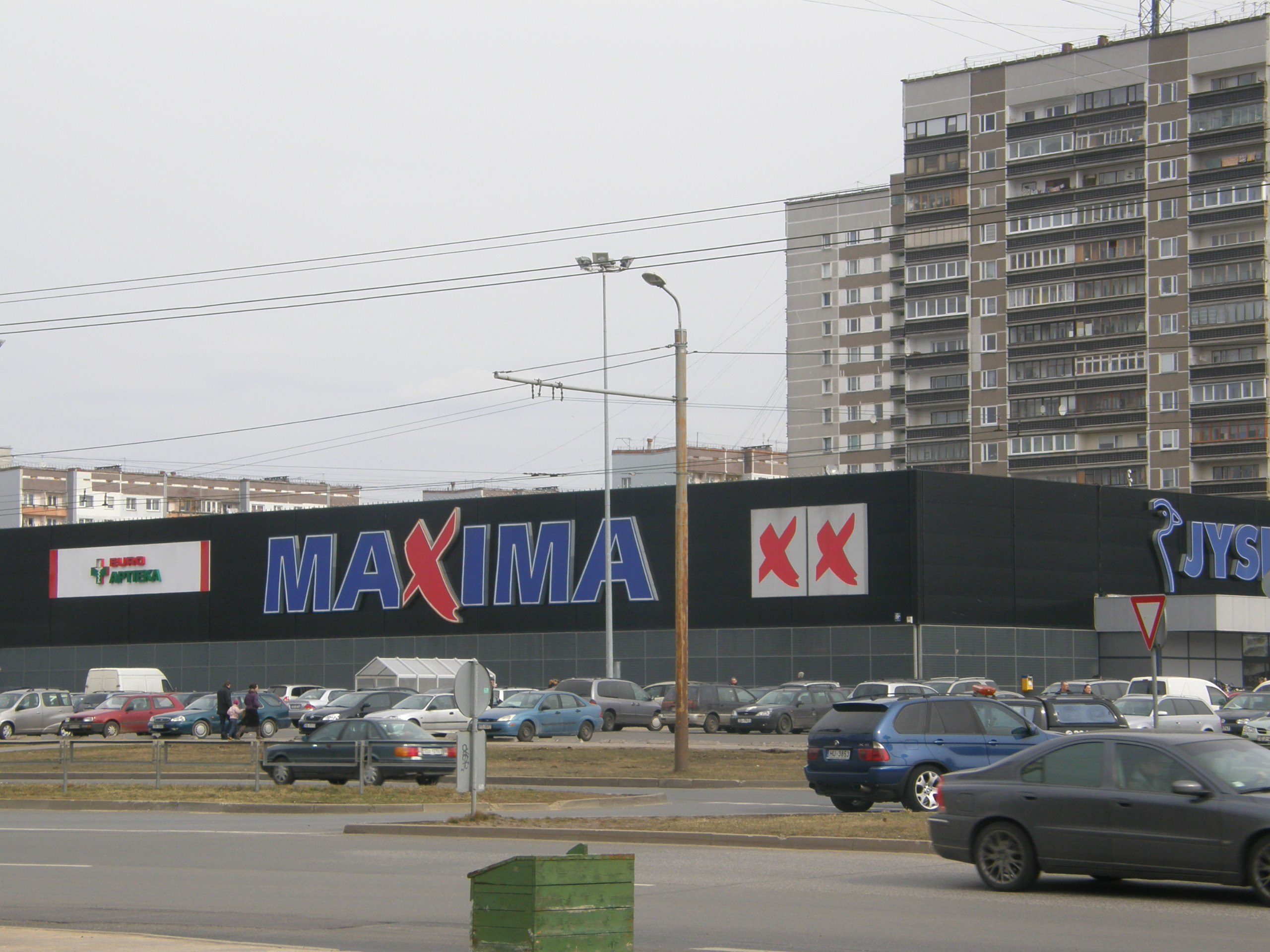
Maxima XX в Риге

### Maxima Lietuva
Крупнейшая часть Maxima Group, занимает 70% рынка; самая ценная компания 2011 года по версии GILD Bankers.

### Maxima Latvija
Третья в 2009 году в рейтинге крупнейших компаний Латвии; первая по размеру доходов за 2009 год (14,8 млн. латвийских латов), 8-й по популярности бренд Латвии в 2009 году, самый прибыльный бренд Латвии в 2009 и 2010 годах, 6-я в рейтинге популярнейших брендов 2010 года и 8-я в рейтинге самых ценных компаний. 21 ноября 2013 года репутация компании пошатнулась после обрушения одного из магазинов Риги, приведшей к смерти 54 человек.

### Maxima Eesti
В 2011 году доля Maxima Eesti на рынке выросла на 13,3%. 10 декабря 2015 года открылся первый магазин Maxima XXX в Таллине.

### Maxima Bulgaria
Интересы представляет компания «Максима България» и сеть её магазинов T-Market. Рост составил 7,3% на рынке за 2011 год.

### Stokrotka
Польское отделение компании Maxima Group c 2018 года.

## Бренды
- Maxima Favorit: высококачественные продукты
- Optima Linija: дешёвые продукты
- Maxima Ecologica: продукты из натуральных компонентов
- Meistro Kokybė: мясные и рыбные продукты Литвы
- Meistara Marka: мясные и рыбные продукты Латвии
- DISNEY is Disney: товары для детей
- Saulės pienas: молочные продукты Литвы
- Saules piens: молочные продукты Латвии
- Mano: бренд мясных продуктов
- Ocean: бренд рыбных продуктов
- Collexion: одежда и обувь для всей семьи
- Strada: детская одежда и обувь